# Ōtani-Universität

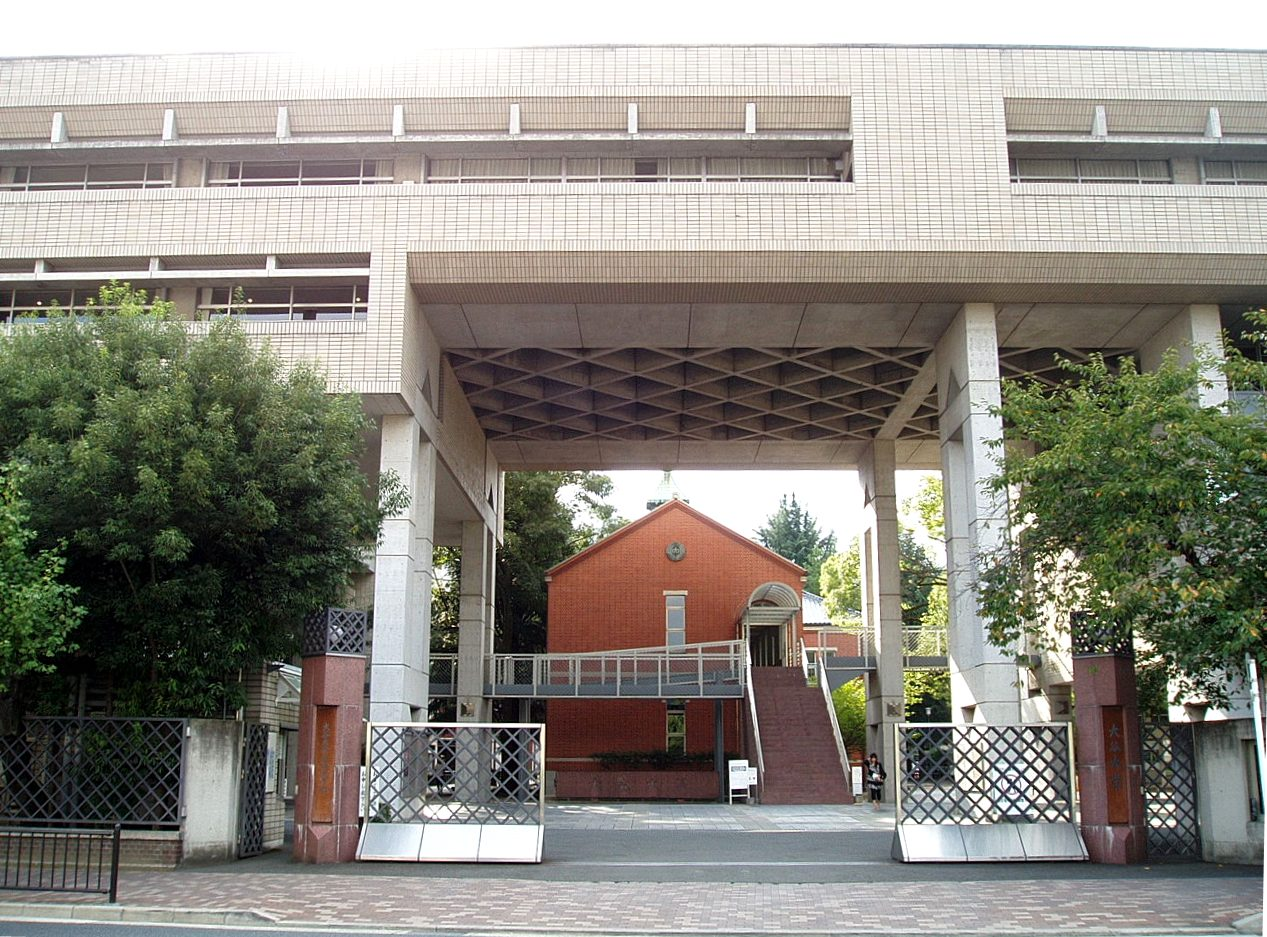
Das Haupttor

Die Ōtani-Universität (jap. 大谷大学, Ōtani daigaku) ist eine japanische private Universität, die von der buddhistischen Jōdo-Shinshū-Sekte Ōtani-ha getragen wird. Der Hauptcampus liegt in Koyama-Kamifusachō, Kita-ku, Kyōto in der Präfektur Kyōto.

## Geschichte
1665 wurde die Schule Gakuryō (学寮, wörtlich: „Studentenwohnheim“) vom Tempel Higashi Hongan-ji gegründet. Diese benannte sich 1755 in Takakura-Gakuryō, 1873 in Kanrenjō (貫練場, dt. etwa „Anstalt für Durchbildung“), und 1882 in Shinshū-Kolleg (真宗大学寮, Shinshū daigakuryō). Das Kolleg wurde 1896 zur Shinshū Daigaku (真宗大学, dt.  „Shinshū-Hochschule“; nicht die heutige Shinshū-Universität).
Die Schule zog 1901 nach Tokio um und kam 1911 nach Kyōto zurück. Im gleichen Jahr wurde sie in Shinshū-Ōtani-Hochschule umbenannt. 1913 wurde der heutige Hauptcampus eröffnet. 1923 erhielt die Schule den Universitätsstatus und wurde in die heutige Bezeichnung umbenannt.

## Fakultäten
- Fakultät für Geisteswissenschaften
  - Abteilung für Shinshū-Studien
  - Abteilung für Buddhismuskunde
  - Abteilung für Sozialwissenschaften
  - Abteilung für Geschichtswissenschaft
  - Abteilung für Literatur
  - Abteilung für Interkulturelle Studien
  - Abteilung für Humanistische Informatik

## Trivia
1921 wurde Daisetz Teitaro Suzuki zum Professor berufen und lehrte bis 1960 Buddhistische Philosophie.